# Hermenegild Maria Biedermann
Hermenegild Maria Alfons Biedermann OSA, auch Hermenegilath Biedermann (* 15. Dezember 1911 in Hausen bei Würzburg, Unterfranken; † 26. Oktober 1994 in Bad Kissingen) war ein deutscher katholischer Theologe, Hochschullehrer und Augustiner.

## Leben
Biedermann entstammte einer kinderreichen fränkischen Bauernfamilie. Gleich nach dem Abitur am Gymnasium in Münnerstadt im Jahr 1931 trat er den Augustiner-Eremiten bei und erhielt nach Abschluss seiner normalen Studien an der Julius-Maximilians-Universität Würzburg am 1. März 1936 im Würzburger Dom St. Kilian seine Priesterweihe.
Im Jahr 1940 wurde er in Würzburg promoviert. Der Titel seiner Dissertation lautete „Die Erlösung der Schöpfung beim Apostel Paulus“ (Ein Beitrag zur Klärung der religionsgeschichtlichen Stellung der paulinischen Erlösungslehre. In: „Cassiciacum“. Eine Sammlung wissenschaftlicher Forschungen über den heiligen Augustinus und den Augustinerorden sowie wissenschaftlicher Arbeiten von Augustinern aus anderen Wissensgebieten, Band 8, Rita-Verlag, Würzburg 1940).
Im selben Jahr gründete er den „Augustinuskreis“, aus dem sich später die Gemeinschaft der Augustinusschwestern entwickelte. Bis 1947 arbeitete Biedermann in Würzburg als Jugend-, Lazarett- und Studenten-Seelsorger. 1948 habilitierte er sich an der Universität Würzburg mit dem Thema „Das Menschenbild bei Simon dem Jüngeren, dem Theologen“ für das Fach „Theologie und Geschichte des christlichen Ostens“. 1949 wurde er zum Privatdozenten ernannt. Nach dem plötzlichen Tod von Georg Wunderle (1881–1950) übernahm er als Privatdozent kommissarisch dessen Lehrstuhl für „Kunde des Christlichen Ostens“ (seit 1972 Lehrstuhl für „Theologie und Geschichte des Christlichen Ostens“), 1953 erfolgte die seine Ernennung zum außerordentlichen Professor, 1965 zum ordentlichen Professor für Ostkirchenkunde. Im Jahr 1977 wurde er emeritiert.
In den Jahren von 1953 bis 1962 war Biedermann Provinzial der deutschen Augustinerprovinz. Für das „Ostkirchliche Institut“, das er selbst 1947 gegründet hatte und bis zu seiner Emeritierung (1977) als Institut an der Universität Würzburg leitete, gab Biedermann die beiden Fachzeitschriften „Ostkirchliche Studien“ und „Das östliche Christentum“ heraus. Johannes Hofmann (OSB; * 1950) wertete Biedermanns Werk mit den Worten: „Doch ist sein Wirken als Priester, Ordensmann, Theologe von einer Vielfalt geprägt, die weit über den Horizont eines reinen Fachgelehrten hinausreicht.“